# Astrolepis sinuata
La doradilla (Astrolepis sinuata) es un helecho, miembro de la familia Pteridaceae, subfamilia Cheilanthoideae; este género se distribuye solo en el continente Americano y cuenta únicamente con 5 especies, las cuales todas ocurren en México; el nombre del género (Astrolepis) proviene del griego “astron” (estrella) y “lepis” (escama), esto por las escamas que están presentes en la superficie de las pinnas, mientras que la especie (A. sinuata) hace referencia al margen “ondulado” de las pinnas. Desde el punto de vista de clasificación, todas las especies de este género se han clasificado en algún momento en los géneros Cheilanthes o Notholaena, con los que está estrechamente relacionado, otros estudios moleculares muestran que este género es hermano de Pellaea y Argyrochosma.

## Clasificación y descripción

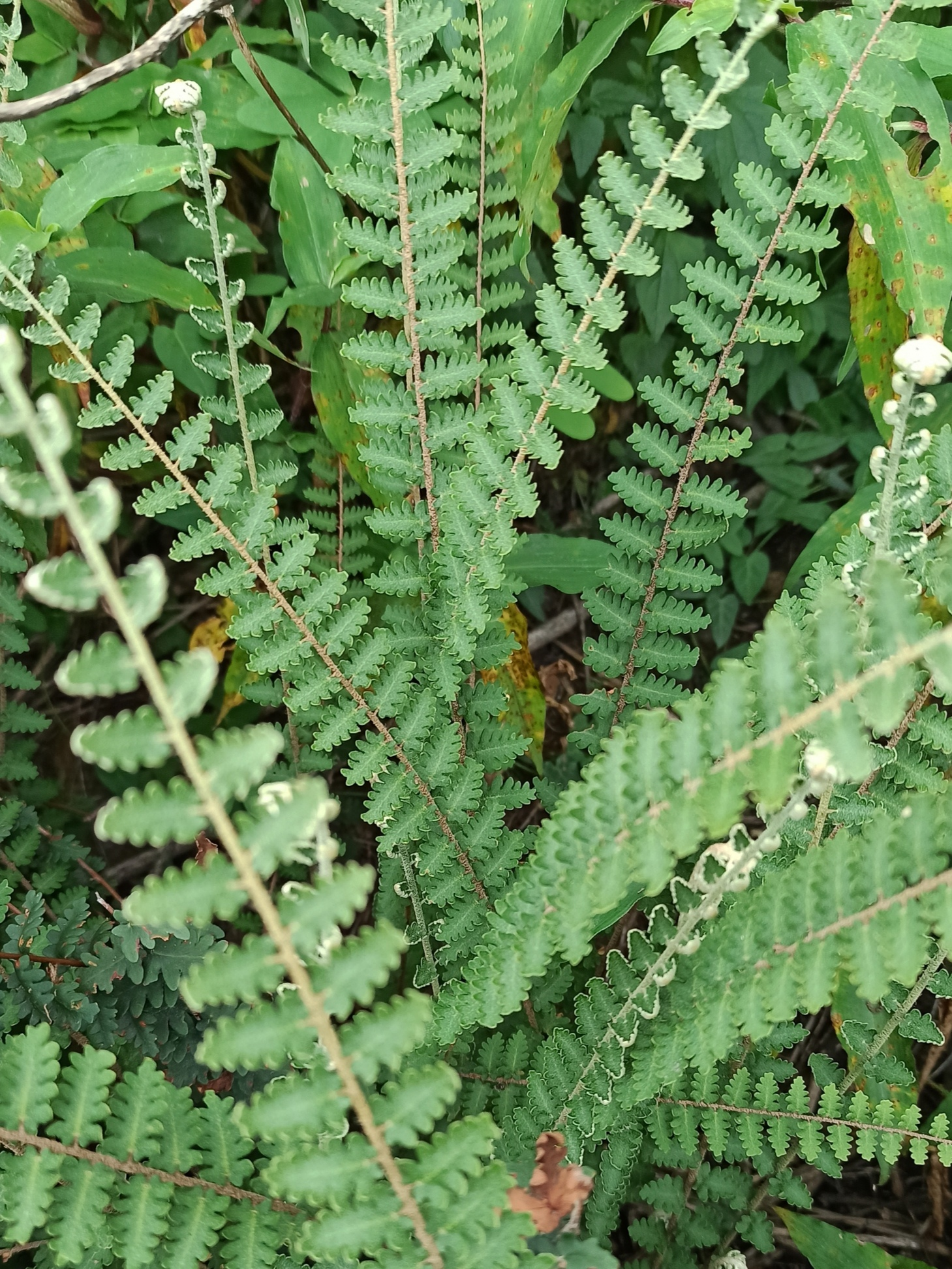
Frondas

Rizoma: corto, compacto, rígido, horizontal;  frondes: de hasta 72 cm de largo, creciendo en forma de manojo; pecíolo: de menos de 1/4 del largo de la fronda, rígido, de color castaño, de forma cuadrangular prismática (terado), densamente cubierto con escamas de forma linear-lancolada; lámina: de forma linear, pinnada-pinnatifida; pinnas: de 25 a 42 pares, de consistencia firme (coriácea), de forma oblonga, con lóbulos que llegan hasta cerca de la mitad de cada pinna, hasta 6 pare de lóbulos en cada pinna, la superficie superior (adaxial) de cada pinna está cuberita por escamas en forma de estrella, semejantes a pelos, mientras que la superficie inferior (abaxial) esta densamente cubierta por escamas y pelillos que la ocultan por completo; soros: a lo largo de los márgenes; indusio: no presente.

## Distribución
Se distribuye desde el sur de Estados Unidos hasta Sudamérica.

## Hábitat
Terrestre, habita en matorrales y bosques de encino, prefiere sitios rocosos, tolera la insolación y la sequía por cierto tiempo, es una especie típicamente desértica.

## Estado de conservación
No se encuentra sujeta a ningún estatus de conservación.